# Diospyros pentamera
Diospyros pentamera är en tvåhjärtbladig växtart som först beskrevs av Woolls och Ferdinand von Mueller, och fick sitt nu gällande namn av Ferdinand von Mueller. Diospyros pentamera ingår i släktet Diospyros och familjen Ebenaceae. Inga underarter finns listade i Catalogue of Life.

## Bildgalleri

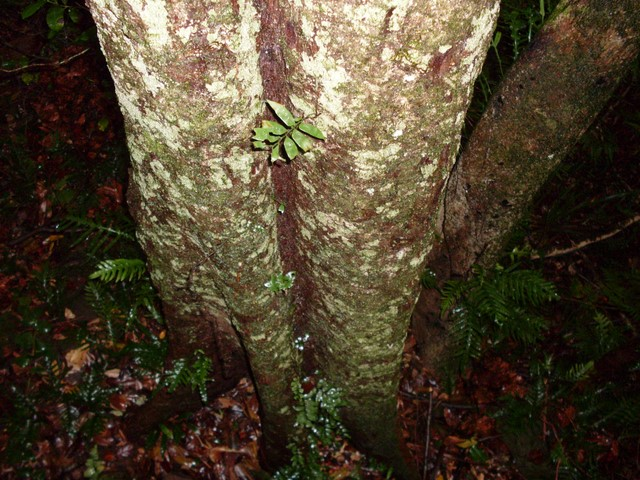
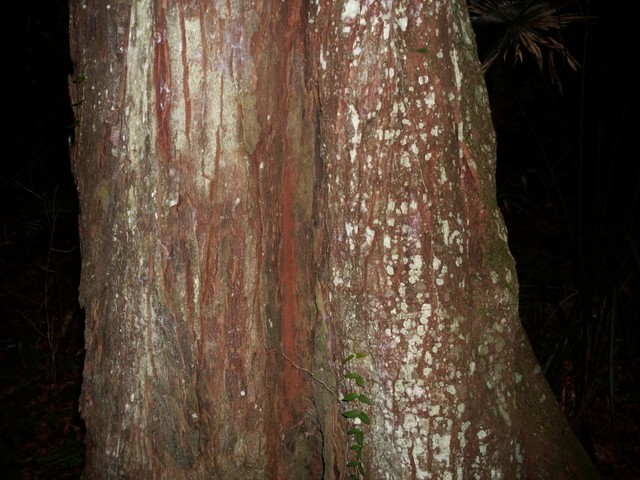
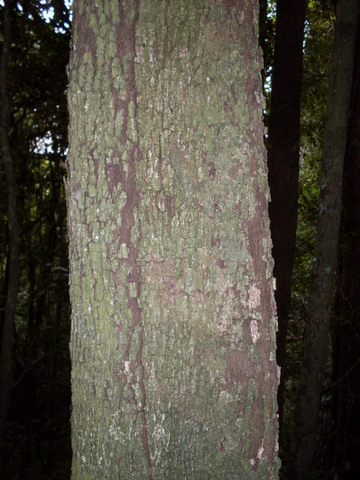